# 大寧路
大宁路，元朝时设置的路。
至元七年（1270年），改北京路为大宁路。治所在大宁县（今内蒙古自治区宁城县西）。辖境相当今内蒙古老哈河、奈曼旗以南，辽宁省医巫闾山、大凌河以西，河北省滦河以东，长城以北等地。下辖高州、川州、义州、锦州、惠州、瑞州、兴中州等州县。明朝洪武十三年（1380年）改为大宁府。二十年（1387年），为大宁卫（北平行都司），永乐元年（1403年）废大宁卫。